# Sascha El Mouissi

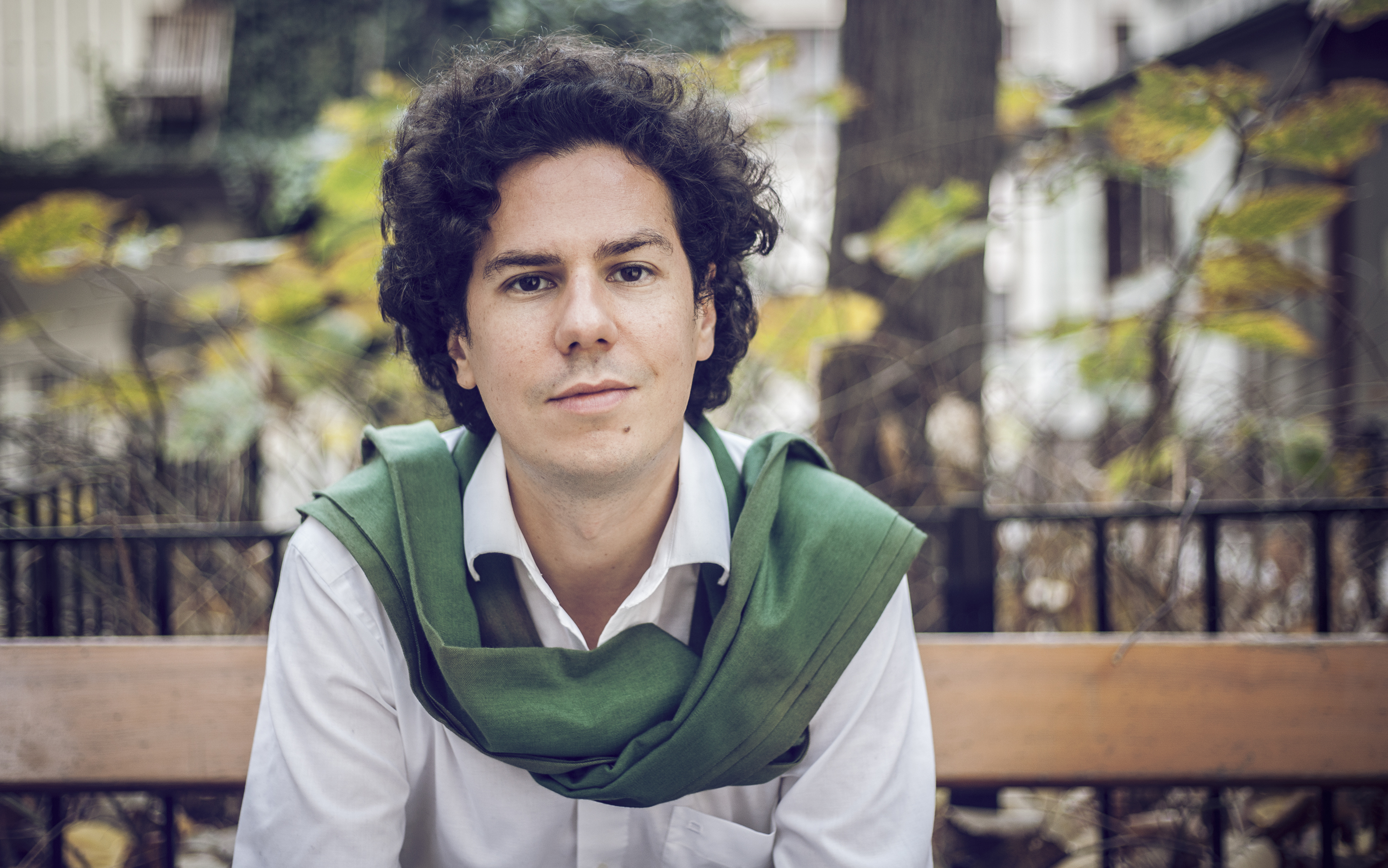
Sascha El Mouissi (2017)

Sascha El Mouissi ist ein deutscher Pianist und Liedbegleiter.

## Leben
El Mouissi studierte an der Hochschule für Musik Mainz und an der Universität für Musik und darstellende Kunst Wien bei Charles Spencer.
Wichtige Stationen seiner Konzerttätigkeit waren u. a. der Musikverein und das Konzerthaus Wien, das Mozarteum Salzburg, die Schubertiade Hohenems, das Istanbul Musik Festival, die Wiener Festwochen, das Schleswig-Holstein Musik Festival und das Lucerne Festival, sowie Liederabende in London, Mailand, Tschechien, Frankreich und der Schweiz. Er konzertierte mit den Sängern Ulf Bästlein, Wolfgang Brendel, Rafael Fingerlos, Angelika Kirchschlager, Thomas Quasthoff, Ildikó Raimondi, Sophie Rennert, Wolfgang Resch. CD-Aufnahmen entstanden für Oehms Classics, Gramola, Toccata Classics und Coviello Classics.
Meisterkurse für Liedgestaltung gibt El Mouissi u. a. an der Musikhochschule Shanghai.

## Tonträger (Auswahl)
- Stille und Nacht: mit Rafael Fingerlos (Bariton), Oehms classics
- Ich blick’ in mein Herz und ich blick’ in die Welt: Lieder nach Texten von Emanuel Geibel mit Ulf Bästlein (Bassbariton), Gramola
- Seid menschlich, froh und gut: Lieder nach Lyrik von Johann Heinrich Voß mit Ulf Bästlein (Bassbariton), Gramola
- Songs and ballads of life and passing: Lieder von Robert Fürstenthal mit Rafael Fingerlos (Bariton), Toccata Classics
- Wie tut mir so wohl der seelige Frieden!: Lieder nach Lyrik von Karl Gottfried von Leitner mit Ulf Bästlein (Bassbariton), Gramola
- Hebbel Lieder: mit Ulf Bästlein (Bassbariton), Gramola
- media vita in morte sumus, vocal chamber music by Volker David Kirchner, Coviello Classics